# Chojatauri
Chojatauri (en georgiano: ჩოხატაური) es un asentamiento urbano de Georgia ubicado en el este de la región de Guria, siendo la capital del municipio homónimo.

## Toponimia
La forma anterior del nombre Chojatauri es Chajatauri, que se deriva del apellido Chajatarashvili o Chjatarashvili.

## Geografía
Chojatauri está situado en un amplio valle a través del cual fluye el río Supsa, a algo más de 20 km de Ozurgueti y a 210 km de Tiflis. Al sur del valle, la cordillera de Mesjetia se eleva gradualmente a casi 2800 m sobre el nivel del mar, mientras que el valle está separado de las tierras bajas de Cólquida en el norte por una cordillera baja de casi 700 m de altura.

## Historia
Hasta los años 70 del siglo XIX, el asentamiento ubicado en el sureste del actual Chojatauri, en el lado derecho del río Supsa, se llamaba Chajatauri. De abril a agosto de 1820, durante la rebelión de Imericia, Chajatauri fue uno de los lugares de batalla entre las tropas del Imperio ruso y los rebeldes gurios. Después de la derrota de la rebelión, se quedó un puesto de control ruso en Chajatauri.
Después de la construcción de la carretera militar, Chojatauri recibió el nombre del lugar en el lado derecho del río Supsa. A fines del siglo XIX, Chojatauri era un pueblo en la carretera Kutaisi-Ozurgueti, donde se ubicaba la cancillería, correos, juzgado, ambulatorio, tiendas, etc. El pueblo fue un lugar de entrada y salida activa de la población. La población se quejó de la impureza, la suciedad y las condiciones insalubres.
El centro administrativo de un distrito de la RSS de Georgia desde 1930. El pueblo de Chojatauri recibió el estatus de asentamiento de tipo urbano en 1947. Durante el período soviético, una sucursal de la fábrica de automóviles de Kutaisi, una fábrica de granaderos, una fábrica de reparación de automóviles y tractores, 4 fábricas de té, una fábrica de vinos, plantas de procesamiento de alimentos y carne, un cine, 3 hospitales y una policlínica operaron en el municipio.

## Demografía
La evolución demográfica de Chojatauri entre 1893 y 2014 fue la siguiente:
| 611                                             | 903 | 2622 | 2136 | 2361 | 2633 | 2123 | 1815 |
| (Fuente: Population of Georgia in Soviet times) |     |      |      |      |      |      |      |

Su población era de 6395 en 2014, con el 99,2% de la población son georgianos.
|              | 1939      | 1939       | 1959      | 1959       | 2014      | 2014       |
| Grupo étnico | Población | Porcentaje | Población | Porcentaje | Población | Porcentaje |
| ------------ | --------- | ---------- | --------- | ---------- | --------- | ---------- |
| Georgianos   | 764       | 84,6%      | 2496      | 95,2%      | 1801      | 99,2%      |
| Rusos        | 116       | 12,8%      | 70        | 2,7%       | 11        | 0,6%       |
| Ucranianos   | 116       | 12,8%      | 27        | 1%         | 1         | 0,05%      |
| Armenios     | -         | -          | 9         | 0,3%       | 2         | 0,11%      |
| Griegos      | 1         | 0,1%       | 7         | 0,3%       | -         | -          |
| Judíos       | 17        | 1,9%       | -         | -          | -         | -          |
| Alemanes     | 2         | 0,2%       | -         | -          | -         | -          |
| Total        | 903       | 100%       | 2622      | 100%       | 1815      | 100%       |

## Economía
Chojatauri es el centro de una zona agrícola con predominio del cultivo de vino y té, así como la ganadería lechera. 

## Infraestructura

### Arquitectura y monumentos
En Chojatauri hay un museo de historia local y una casa de la cultura. En el municipio se han conservado casas de odas tradicionales de Guria.

### Transporte
Una carretera atraviesa la ciudad, procedente de Sayavajo en la llanura de Cólquida (sur de Samtredia) pasando por Ozurgueti hasta Kobuleti. La estación de tren más cercana se encuentra a 20 kilómetros al norte en Sayavajo en la ruta Samtredia-Batumi.

## Galería

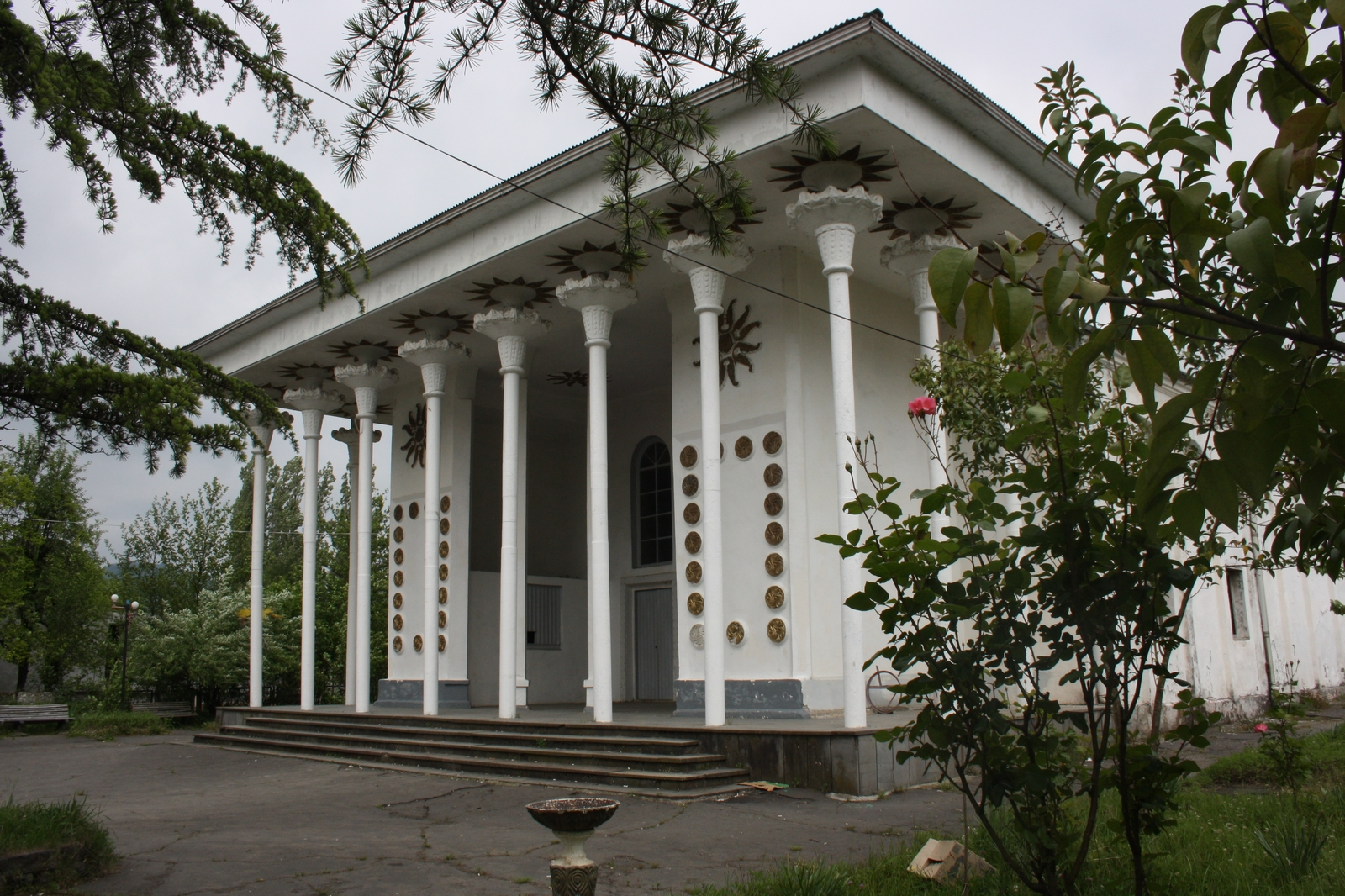
Cine de Chojatauri
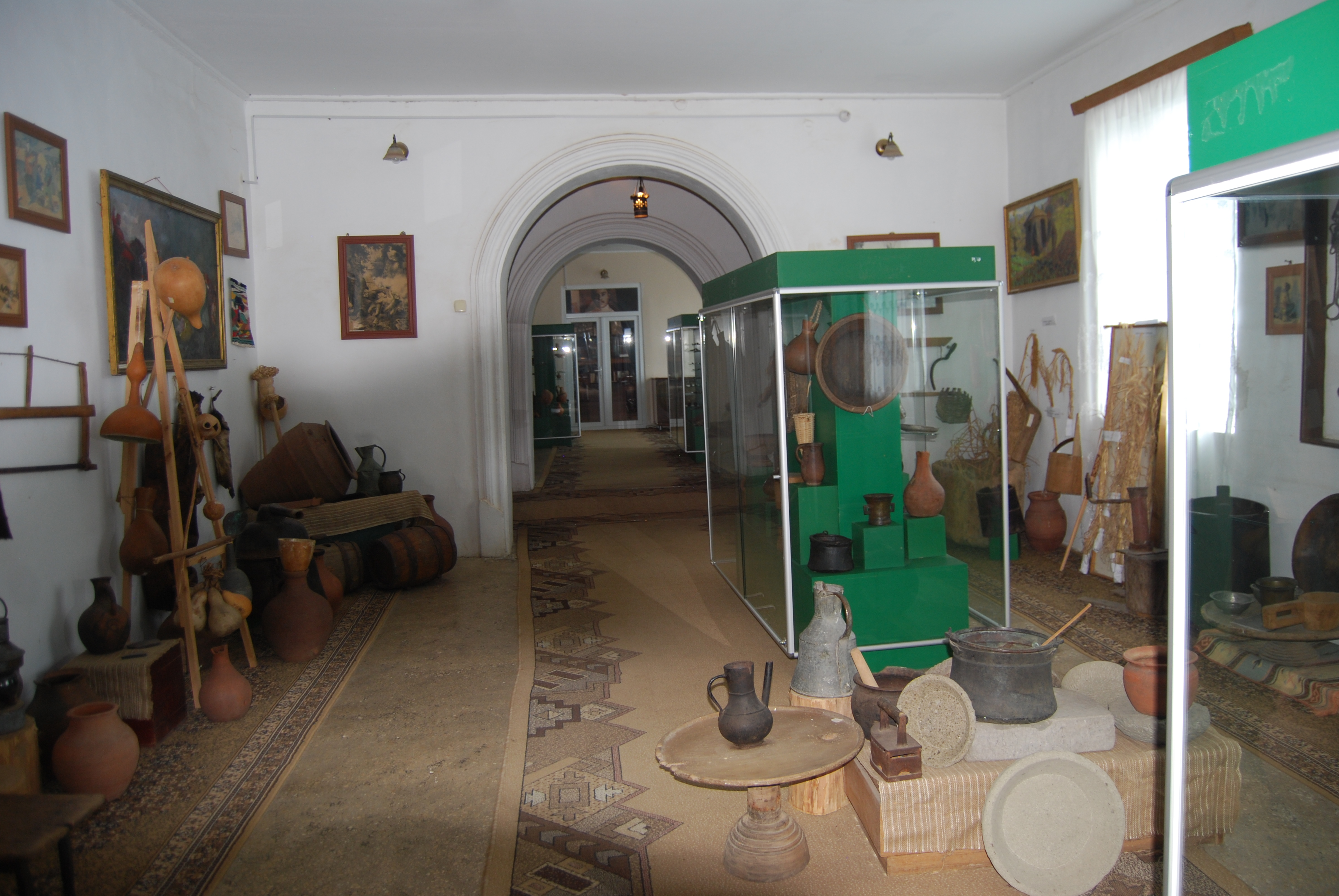
Museo de Chojatauri
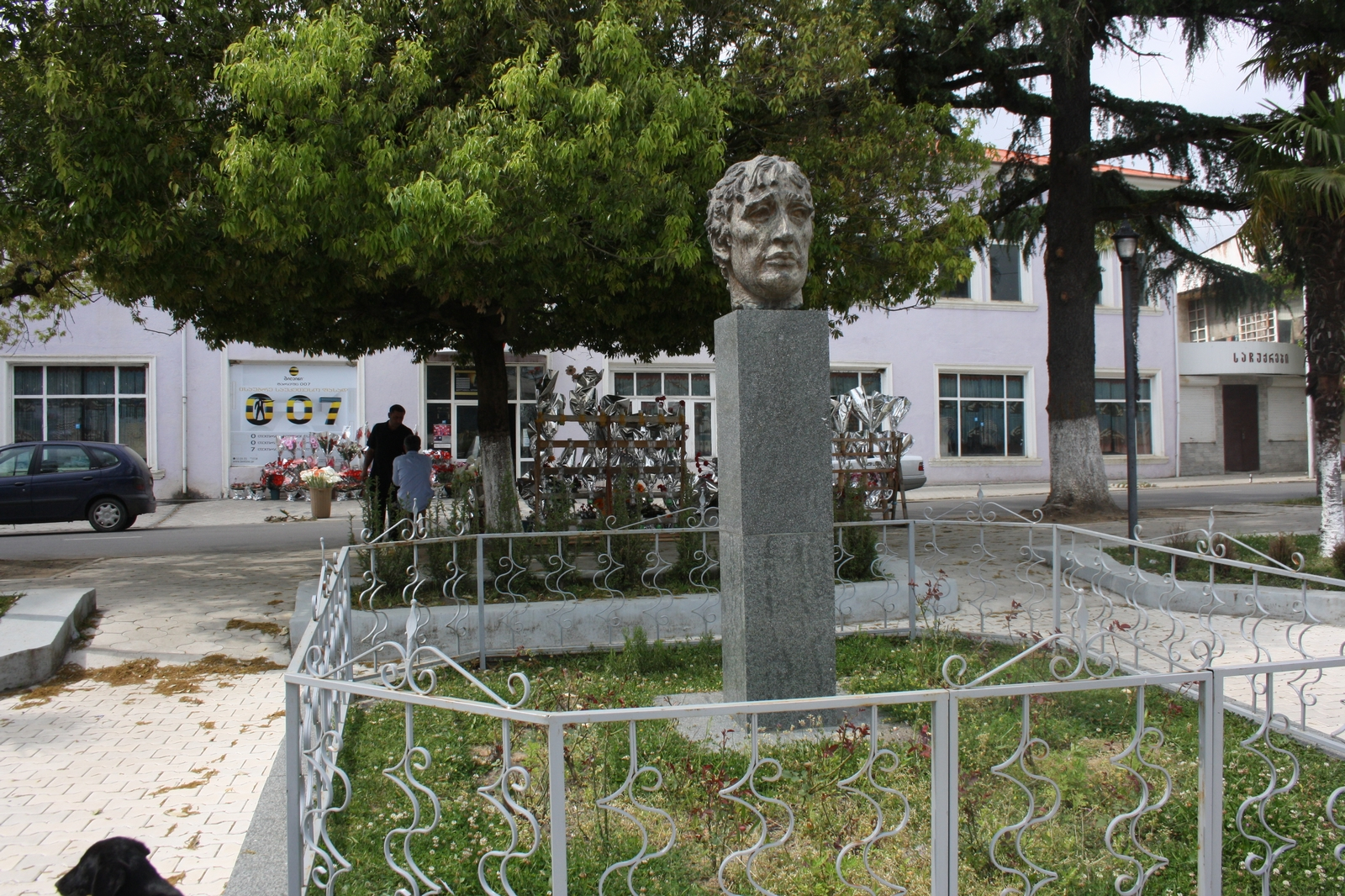
Monumento a Nodar Dumbadze
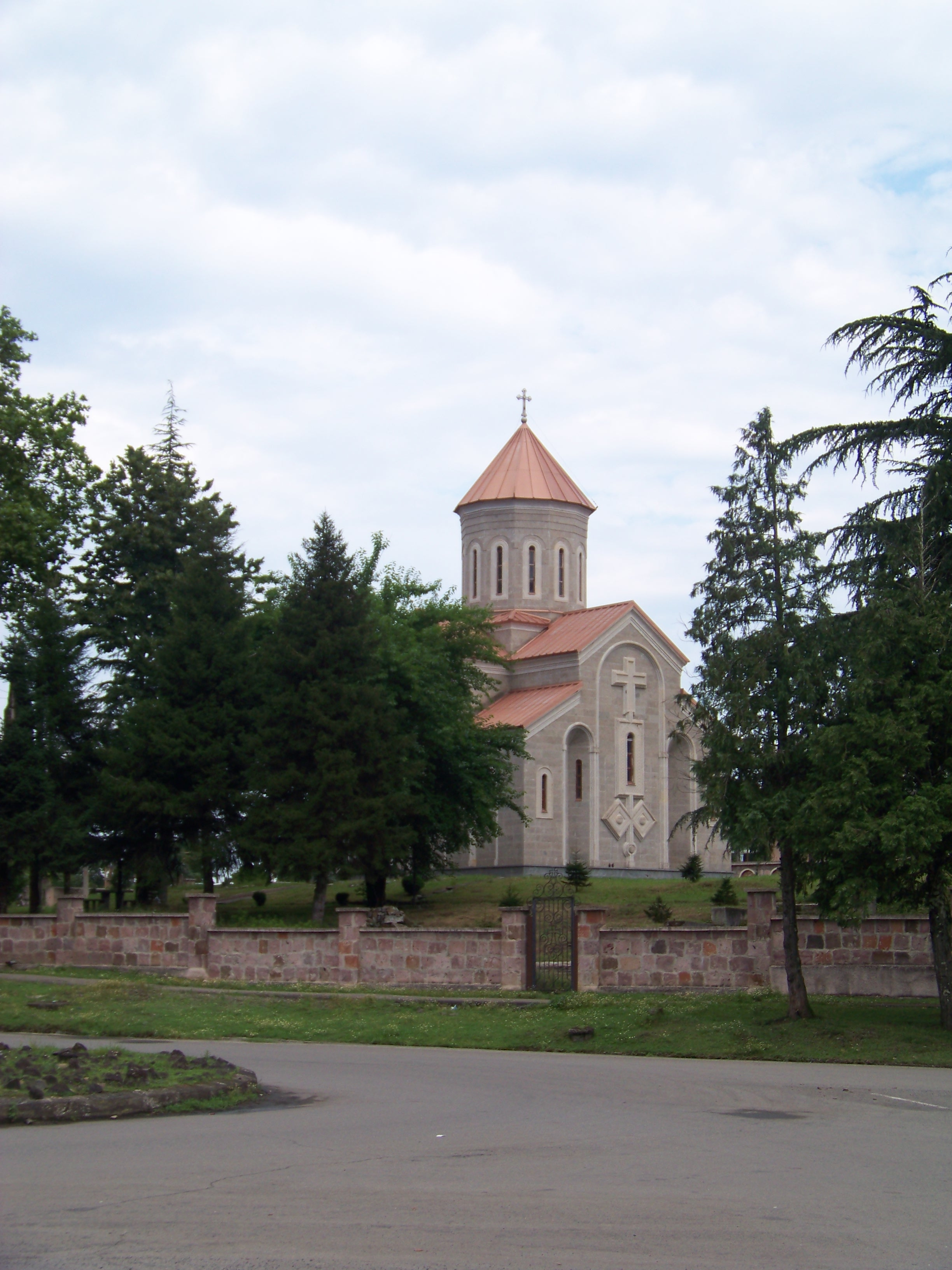
Iglesia de Chojatauri
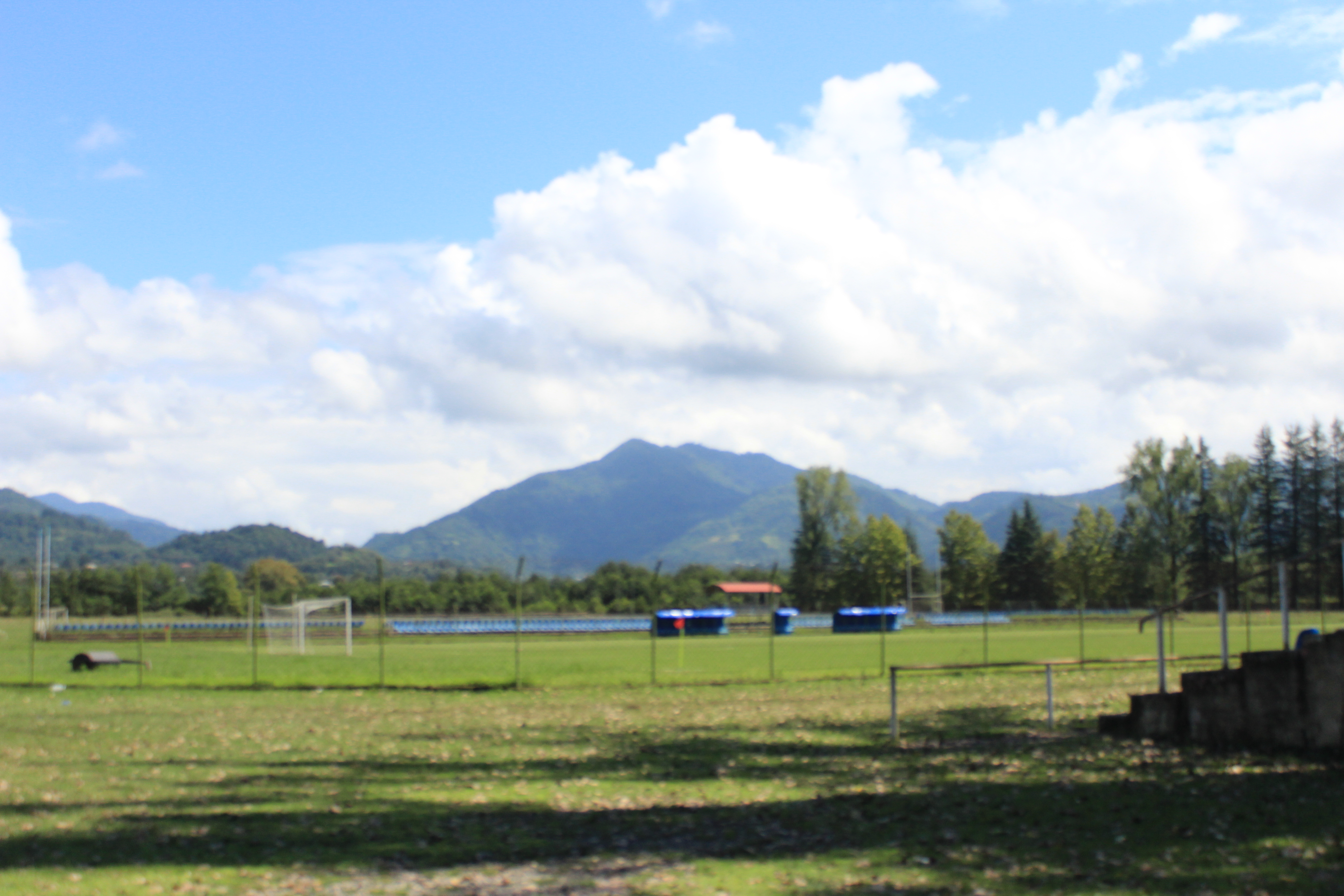
Estadio Boris Paichadze